# Dirophanes coryphaeus
Dirophanes coryphaeus là một loài tò vò trong họ Ichneumonidae.